# Seznam znanstvenikov, katerih imena se uporabljajo v fizikalnih konstantah
Nekatere fizikalne konstante se imenujejo po znanstvenikih.

## Seznam znanstvenikov in fizikalnih konstant
| ime znanstvenika            | življenje | narodnost            | ime konstante                                 |
| --------------------------- | --------- | -------------------- | --------------------------------------------- |
| Isaac Newton                | 1643–1727 | britanska            | gravitacijska konstanta (Newtonova konstanta) |
| Charles Augustin de Coulomb | 1736–1806 | francoska            | Coulombova konstanta                          |
| Amedeo Avogadro             | 1776–1856 | italijanska          | Avogadrova konstanta                          |
| Michael Faraday             | 1791–1867 | britanska            | Faradayeva konstanta                          |
| Johann Josef Loschmidt      | 1821–1895 | avstrijska           | Loschmidtovo število                          |
| Johann Jakob Balmer         | 1825–1898 | švicarska            | Balmerjeva konstanta                          |
| Jožef Stefan                | 1835–1893 | slovenska            | Stefanova konstanta                           |
| Ludwig Edward Boltzmann     | 1844–1906 | avstrijska           | Boltzmannova konstanta                        |
| Johannes Rydberg            | 1854–1919 | švedska              | Rydbergova konstanta                          |
| Joseph John Thomson         | 1856–1940 | britanska            | Thomsonov presek                              |
| Max Planck                  | 1858–1947 | nemška               | Planckova konstanta                           |
| Wilhelm Wien                | 1864–1928 | nemška               | Wienova konstanta                             |
| Owen Willans Richardson     | 1879–1959 | britanska            | Richardsonova konstanta                       |
| Otto Sackur                 | 1880–1914 | nemška               | Sackur-Tetrodeova konstanta                   |
| Niels Bohr                  | 1885–1962 | danska               | Bohrov magneton, Bohrov polmer                |
| Edwin Hubble                | 1889–1953 | ameriška             | Hubblova konstanta                            |
| Hugo Tetrode                | 1895–1931 | nizozemska           | Sackur-Tetrodeova konstanta                   |
| Douglas Rayner Hartree      | 1897–1958 | britanska            | Hartreejeva energija                          |
| Enrico Fermi                | 1901–1954 | italijansko-ameriška | Fermijeva sklopitvena konstanta               |
| Roger Apéry                 | 1916–1994 | grško-francoska      | Apéryjeva konstanta                           |
| Brian David Josephson       | 1940      | britanska            | Josephsonova konstanta                        |
| Klaus von Klitzing          | 1943      | nemška               | von Klitzingova konstanta                     |